# That Thing You Do!
That Thing You Do! (en España, The Wonders; en Hispanoamérica, Eso que tú haces) es una película estadounidense de 1996, además de ser el primer filme dirigido y escrito por Tom Hanks. La película se desarrolla durante el verano de 1964 y narra la historia de una banda ficticia de rock and roll llamada The Wonders que tuvo únicamente un éxito musical (one-hit wonder), llamado That Thing You Do! Este grupo musical originario de Erie, Pensilvania, se disolvió después de publicar su primer sencillo. 

## Argumento
Es el verano de 1964, Guy Patterson (Tom Everett Scott), trabaja como dependiente en la tienda de electrodomésticos de su padre en Erie, Pensilvania. Por el día vende tostadoras y radios; pero al llegar la noche, baja al sótano, se sienta a la batería y da rienda suelta a su inspiración.
Todo esto cambia cuando un grupo de música local se queda sin batería, y sus miembros le piden a Patterson que actúe con ellos en un concurso universitario. El tema que presentará la banda en el concurso fue escrito por dos de sus miembros, Jimmy Mattingly (Johnathon Schaech) y Lenny Haise (Steve Zahn). A pesar de que Patterson puede interpretar el tema del grupo con mucha facilidad «That Thing You Do», es muy claro que no está impresionado con la canción, y tampoco con uno de sus creadores, Jimmy. La novia de Jimmy, Faye Dolan (Liv Tyler) sugiere a la banda que adopte el nombre de “The Oneders”, después de escuchar un comentario de Patterson. 
En el escenario, Patterson se transforma en un artista temperamental, y acelera el tempo de la canción original. El grupo musical logra ganar el premio mayor de la competencia, 100 dólares. A partir de este momento, obtienen su primer contrato con una pizzería local, y por petición de un admirador, la banda pide ayuda al tío de Patterson, llamado Bob (Chris Isaak), para que grabe la canción en un disco de vinilo. 
Los discos se venden con facilidad, y un productor musical llamado Phil Horace (Chris Ellis) se interesa por la banda después de comprar su disco. De esta manera, Horace se convierte en el representante de la banda, a pesar de la dudas de Jimmy. Horace promete a la banda que se encargará de que su música sea transmitida por radio, y la banda realice presentaciones en grandes ciudades como Pittsburg y Steubenville, en Ohio. La canción consigue salir al aire en una de las emisoras de radio más importantes, y es retransmitida tres veces en un solo día. Victor Kosslovich (Kevin Pollak), un prominente vendedor de colchones, promueve a la banda para que se presenten en Pittsburg. Sin embargo, la presentación de Pittsburg fracasa por fallos técnicos. Durante la presentación, un ejecutivo de una compañía disquera, Mr. White (Tom Hanks) queda impresionado y compra el contrato de la banda a Horace. La banda adopta un nuevo nombre bajo la supervisión de White, «The Wonders». 
Un mes más tarde, The Wonders se habrá convertido en uno de los grupos estrella de la Play-Tone Records, con un contrato de grabación, una gira por varios estados y un viaje a Hollywood incluidos. A medida que su tema «That thing you do!» asciende a los puestos más altos de las listas de éxitos, The Wonders emprenden un sorprendente viaje en el que tendrán ocasión de tocar la fama con la punta de los dedos y ser testigos de primera mano de los felices días del rock and roll.
Con el transcurso de las semanas, White comunica a la banda que deben abandonar la gira para asistir a una sesión de fotos con el presidente de la compañía discográfica Play-Tone Records, y que además formarán parte del reparto de una nueva película. El filme resulta ser de baja calidad en el que se limitan a hacer que tocan. White consigue que la banda obtenga una sesión para grabar un disco completo, pero con la condición de que la mayor parte de las canciones sean versiones de otros grupos, y sólo dos o tres propias, del mismo calibre que «That thing you do!». Jimmy se desilusiona y la banda empieza a desintegrarse paulatinamente. Por su parte, White anula contrato y el grupo musical The Wonders empieza su descenso.
La novia de Jimmy termina su relación, debido a que él sólo vive para su música y negó estar comprometido con ella. En medio del desastre, Faye Dolan y Guy Patterson se declaran su amor. En el epílogo final se indica el destino de cada uno de los miembros de la banda. Patterson y Dolan contraen matrimonio un año después y tienen cuatro hijos. Ambos fundan un conservatorio de música, y Guy enseña composición de jazz. Jimmy se reconcilia con la discográfica Play-Tone Records y obtiene tres discos de oro con una nueva banda llamada Heardsmen. Lenny se convierte en administrador de un casino en Laughlin, Nevada, pero su matrimonio con una secretaria de Play-Tone Records fracasa. El bajista de la banda, que fue enviado al ejército, obtiene un Corazón Púrpura por sus heridas en Khe Sanh, y se convierte en un constructor en Orlando, Florida.

## Reparto
| Actor / Actriz    | Personaje                         |
| ----------------- | --------------------------------- |
| Tom Everett Scott | Guy Patterson                     |
| Liv Tyler         | Faye Dolan                        |
| Johnathon Schaech | Jimmy Mattingly                   |
| Steve Zahn        | Lenny Haise                       |
| Ethan Embry       | Phil, el bajista                  |
| Tom Hanks         | Mr. White                         |
| Charlize Theron   | Tina                              |
| Obba Babatundé    | Lamarr                            |
| Giovanni Ribisi   | Chad                              |
| Alex Rocco        | Sol Siler                         |
| Bill Cobbs        | Del Paxton                        |
| Peter Scolari     | Troy Chesterfield                 |
| Rita Wilson       | Marguerite                        |
| Chris Isaak       | Tío Bob                           |
| Kevin Pollak      | Victor Kosslovich 'Boss Vic Koss' |
| Holmes Osborne    | Mr. Patterson                     |
| Robert Wisdom     | Bobby Washington                  |

## Producción

### Ubicación
El rodaje de la película se realizó en su mayoría en el estado de California, y en el estado de Nevada. Entre los lugares que se utilizaron en el filme como telón de fondo se encuentran el Hotel Ambassador y la iglesia metodista “First United Methodist Church”, ambos en Los Ángeles. Se reconoce también entre los escenarios la ciudad de Las Vegas.

### Música
La película presenta música original compuesta por Tom Hanks, Adam Schlesinger, Rick Elias, Scott Rogness, Mike Piccirillo, Gary Goetzman y Howard Shore. El grupo musical The Wonders alcanzó la fama por breve tiempo gracias a la canción «That Thing You Do!», que fue escrita originalmente como una balada melancólica, y que se transforma, durante la primera presentación de la banda en un show de talentos, en una melodía de rock que sigue un compás más rápido. Esta canción fue escrita por el bajista Adam Schlesinger, perteneciente a las bandas Fountains of Wayne e Ivy, y tuvo su estreno en la banda sonora de la película, logrando convertirse en un genuino éxito para The Wonders en 1996 (alcanzando la posición #41 en Billboard Hot 100, #22 en las listas de Adult Contemporary, #18 en las listas Adult Top 40 y #24 en las listas Top 40 Mainstream). La banda sonora fue nominada en 1996 para los Premios Globo de Oro y también en los Premios Óscar de 1996 por mejor canción original. Mike Viola de la banda The Candy Butcher interpretó la canción de The Wonders.
El álbum de la banda sonora fue publicado por las compañías de producción Play-Tone y Epic Records, y tuvo gran éxito, llegando a la posición número #21 de ventas en Billboard 200. La portada del disco es una réplica de la etiqueta ficticia de Play-Tone usada en la película, y las notas son realizadas siguiendo el estilo de un falso documental, dando la idea de que The Wonders fue un grupo musical real y los eventos de la película realmente ocurrieron. 
La gira musical y las apariciones en televisión fueron realizadas al estilo auténtico de las bandas de rock de mediados de 1960, incluyendo las «Go-Go girls».

### Banda sonora
| N.º | Título                                                                                             | Artista                                 | Duración |  |
| 1.  | «Lovin' You Lots and Lots»                                                                         | The Norm Wooster Singers                | 1:54     |  |
| 2.  | «That Thing You Do!»                                                                               | The Wonders                             | 2:47     |  |
| 3.  | «Little Wild One»                                                                                  | The Wonders                             | 2:30     |  |
| 4.  | «Dance With Me Tonight»                                                                            | The Wonders                             | 2:05     |  |
| 5.  | «All My Only Dreams»                                                                               | The Wonders                             | 2:54     |  |
| 6.  | «I Need You (That Thing You Do)» (The movie credits list this song as being from 'The Heardsmen'.) | The Wonders                             | 2:53     |  |
| 7.  | «She Knows It»                                                                                     | The Heardsmen                           | 3:01     |  |
| 8.  | «Mr. Downtown»                                                                                     | Freddy Fredrickson                      | 2:32     |  |
| 9.  | «Hold My Hand, Hold My Heart»                                                                      | The Chantrellines                       | 3:11     |  |
| 10. | «Voyage Around The Moon»                                                                           | The Saturn 5                            | 3:04     |  |
| 11. | «My World Is Over»                                                                                 | Diane Dane                              | 3:01     |  |
| 12. | «Drive Faster»                                                                                     | The Vicksburgs                          | 2:48     |  |
| 13. | «Shrimp Shack»                                                                                     | Cap'n Geech & The Shrimp Shack Shooters | 2:22     |  |
| 14. | «Time To Blow»                                                                                     | Del Paxton                              | 4:20     |  |
| 15. | «That Thing You Do! (Live at the Hollywood Television Showcase)»                                   | The Wonders                             | 2:54     |  |

## Premios
| Año  | Resultado | Premio              | Categoría                                           |
| ---- | --------- | ------------------- | --------------------------------------------------- |
| 1997 | Nominado  | Premios Óscar       | Mejor música y canción original - Adam Schlesinger. |
| 1997 | Ganador   | Artios Awards       | Mejor casting - Howard Feuer.                       |
| 1997 | Ganador   | FFCC Award          | Mejor canción original - «That Thing You Do».       |
| 1997 | Nominado  | Globos de Oro       | Mejor canción original - Adam Schlesinger.          |
| 1997 | Nominado  | Satellite Awards    | Mejor canción original - Adam Schlesinger.          |
| 1997 | Nominado  | Young Artist Awards | Mejor película musical o comedia.                   |